# Adam Tratziger
Adam Tratziger, auch Traziger (* 1523 in Nürnberg; † 17. Oktober 1584 bei Rahlstedt) war ein Jurist, Syndicus und holsteinischer Kanzler.

## Leben und Wirken
Die Vorfahren Adam Tratzigers kamen aus Schlesien oder der Steiermark. Um 1400 zogen sie nach Nürnberg, wo sie als Drahtzieher reich wurden. Adam Tratziger war ein Sohn von Konrad und Helene Trotzieher. Der Vater verließ später Nürnberg und lebte 1542 in Leipzig und Zwickau, 1546 und später vermutlich in Berlin. Der Großvater mütterlicherseits war der Nürnberger Rechtsgelehrte Johann Letscher.
Tratziger ging in Nürnberg zur Schule und entwickelte während dieser Zeit Interessen für Philosophie, Rhetorik und Naturwissenschaften. Unterstützt durch ein Stipendium studierte er ab 1540 Jurisprudenz an der Universität Leipzig und schloss das Studium mit der Magisterprüfung ab. Danach studierte er bis 1546 an der Universität Frankfurt an der Oder, die er mit einem Doktorentitel verließ. Er erhielt umgehend einen Ruf der Universität Rostock, an der er Dekretalien und kanonisches Recht lehrte und als Syndicus der Stadt arbeitete. 1546/1547 war er Rektor der Universität. 1551 ernannte ihn der Rostocker Rat zu einem seiner Kommissare. In dieser Position verhandelte er mit Räten der Herzöge Johann Albrecht I. und Heinrich V. von Mecklenburg und Gesandten der Städte Hamburg, Lübeck und Lüneburg über eine Reform der Hochschule. Später leitete er das Stadtsyndicat.
Von 1553 bis Anfang 1558 arbeitete Tratziger als Syndicus, Sachwalter und Justiziar des Rats der Stadt Hamburg. Hier heiratete er Gertrud von Zeven, die eine Tochter von Georg (Jürgen) von Zevens und dessen Ehefrau Elisabeth, geborene von Me(h)re war. Seine Ehefrau brachte das Gut Wandsbek in die Ehe mit ein, das Tratziger bis zur Veräußerung 1564 an Heinrich Rantzau als Pfand des dänischen Königs besaß. Von 1555 bis 1557 hatte er ein jährliches Basiseinkommen in Höhe von 620 Pfund, von dem er ein Haus an der Ecke Brandstwiete/Kleine Reichenstraße erwarb.
1555 wurde Tratziger zum Ehrenbürger der Stadt Hamburg ernannt und im selben Jahr zum ersten von drei Syndici. Als Gesandter der Hansestadt reiste er nach Bergedorf, Segeberg, zum Zollenspieker, zum Kurfürsten von Brandenburg, nach Lübeck, Lüneburg, Itzehoe, Hasselwerder, Frankfurt am Main, Osnabrück, Estebrügge, Sachsen-Lauenburg, Uelzen, Bremen-Verden und an den Hof des Kaisers in Brüssel. 1554 verhandelte er als Deputierter mit Herzog Heinrich dem Jüngeren von Braunschweig-Wolfenbüttel über den Rückkauf des besetzten Bergedorfs, dessen Leitung anschließend ein anderer Amtsmann übernahm. Im selben Jahr nahm Tratziger an Gesprächen mit Gesandten aus Dänemark und den Herzögen Johann und Adolf teil, während derer die Hoheitsansprüche Holsteins auf Hamburg verhandelt wurden. Ebenfalls 1554 reiste er als Anwalt nach Brüssel, wo in einem Prozess mit dem Domkapitel über Besitzansprüche, Renten und Gerichtsbarkeiten entschieden werden sollte. Als Anwalt der Hansestadt gelang ihm die vorläufige Vertagung des Prozesses. Die Verhandlungen wurden 1555 in einer eingesetzten Kommission unter Leitung von Franz Otto von Lüneburg und Johann IV. von Osnabrück fortgesetzt.
1556 beteiligte er sich als Hamburger Delegierter an einer Versammlung der Elbuferstaaten in Frankfurt am Main. Während dieses von Ferdinand I. einberufenen Treffens verhandelten die Abgesandten Regelungen zur Schifffahrt auf der Elbe und die Elbzölle. Darüber hinaus vertrat er Hamburg bei den Tagen der wendischen Städten und den Hansetagen. Für eine von Adolf von Schleswig-Holstein-Gottorf angebotene Stelle als Kanzler verließ Tratziger Anfang 1558 Hamburg, blieb jedoch weiterhin in Kontakt mit seiner früheren Wirkungsstätte: 1562 vermittelte er dem in Hamburg entlassenen Paul von Eitzen die Stelle des Superintendenten von Gottorf. 1575 fungierte er als Kanoniker des Hamburger Domkapitels.
Adam Tratziger starb bei einem Wagenunfall bei einer Reise von Hamburg nach Gottorf nahe Rahlstedt. Er wurde im Hamburger Dom beigesetzt. Seit 1950 trägt die Tratzigerstraße in Hamburg-Marienthal seinen Namen.

## Werke
Tratziger stellte sein bedeutendstes Werk als Chronist 1557 fertig. Mit Der alten weitberuhmeten stadt Hamburg chronica und jahrbucher beschrieb er in annalistischer Form die Geschichte Hamburgs von Karl dem Großen bis zum Jahr 1555. Die Chronik gliederte er nach den Regierungszeiten römisch-deutscher Kaiser. In den meisten Kopien des hochdeutsch verfassten Werkes befinden sich drei vorangestellte Kapitel, in denen der Autor auf die Vorgeschichte Hamburgs einging. Die Chronik wurde durch Abschriften ab dem letzten Drittel des 16. Jahrhunderts vervielfältigt. Heute sind alleine in Norddeutschland 100 Exemplare bekannt.
Tratziger griff für die Chronik auf Urkunden das Hamburger Ratsarchivs, Amtsrollen und Rezesse zurück. Er verwendete die Ratsherrenliste des Hamburger Protonotars und späteren Ratsherrn Hermann Röver und Schriften Widukind von Corveys, Saxo Grammaticus, Hermann Korners, Detmars, Johannes Ruffus, Albert Krantz, Johann Petersens, Bernd Gysekes, Stephan Kempes, Sebastian Besselmeyers und Johannes Aventins. Wie Peter Lambeck im 17. Jahrhundert feststellte, unterliefen dem Autor einige Fehler. Die Chronik kann trotzdem als zuverlässige Quelle für die Hamburger Geschichte angesehen werden.
Die Stadtchronik wurde 1740 erstmals gedruckt. Ihre Bedeutung hatte zu diesem Zeitpunkt jedoch bereits nachgelassen. Mehrere Kopisten führten das Werk fort und erarbeiteten daraus, wie Wentzel Janibal und Otto Sperling, eigenständige Schriften. Im 18. Jahrhundert ersetzte der Versuch einer zuverläßigen Nachricht von dem kirchlichen und politischen Zustande der Stadt Hamburg von Michael Gottlieb Steltzner Tratzigers Chronik.

### Ausgaben
- Johann Martin Lappenberg: Tratziger’s Chronica der Stadt Hamburg. Perthes-Besser & Mauke, Hamburg 1865.